# Svetozar Vukmanović
Svetozar Vukmanović, apodado Tempo (cirílico serbio: Светозар Вукмановић-Темпо; Cetiña, 1912 - Budva, 2000) fue un líder comunista yugoslavo de origen montenegrino, miembro del Comité Central de la Liga de los Comunistas de Yugoslavia. Durante la Segunda Guerra Mundial sirvió en el Alto Estado Mayor del Ejército Partisano, desempeñando misiones en Bulgaria, Grecia y Albania, y se convirtió en representante personal de Josip Broz Tito. Ocupó altos cargos en el gobierno de la posguerra, como Vicepresidente de la RFS Yugoslavia, y fue proclamado Héroe del Pueblo de Yugoslavia.

## Formación
Era hijo de Nikola Vukmanović y Marija Pejović, y nació el 14 de agosto de 1912 en la aldea de Podgor, cerca de Cetiña, donde creció junto a sus tres hermanos: Đuro, Luka y Milica. Completó en su pueblo la escuela primaria, con excelentes calificaciones, antes de ir a Cetiña, como sus hermanos previamente, para estudiar en el gimnazija (instituto). Su primer contacto con las ideas comunistas se produjo en 1927 cuando su hermano Đuro (que estudió filosofía en París, donde se convirtió en miembro del Partido Comunista Francés (PCF), e incluso pasó un tiempo en prisión en Italia por su actividad comunista) retornó a su pueblo enfermo y murió poco después. Impresionado por las narraciones de su hermano, el joven Svetozar se aproximó al comunismo, y comenzó a interesarse por la literatura marxista y soviética.
Después de graduarse en el insitituto en 1931, se trasladó a Belgrado con su primo hermano Branko, para estudiar en la facultad de Derecho de la Universidad de Belgrado.
Nada más llegar a Belgrado, tomó parte activa en el movimiento estudiantil revolucionario, que era muy fuerte en la universidad. De inmediato, participó en las grandes manifestaciones de noviembre de 1931 motivo por el que fue expulsado de la residencia de estudiantes. En 1933 se unió formalmente al Partido Comunista de Yugoslavia (KPJ). Antes de su graduación como abogado, participó en la organización de huelgas y manifestaciones. En esa época fue apodado Tempo por su inquietud y su costumbre de meter prisa a sus compañeros.

## Guerra de Liberación
En 1937, al finalizar la carrera, dedicó por completo su vida a la actividad política, ingresando en 1940 en el comité central del KPJ. 
Tras la invasión de Yugoslavia por las tropas de la Alemania nazi en 1941, Tempo se convirtió en Comandante del ejército partisano que se opuso a la ocupación, bajo el mando de Josip Broz Tito. Sirvió en el Alto Estado Mayor partisano en Bosnia y Herzegovina, y desde 1942 organizando la resistencia en Macedonia.
Desde 1943, participó en la liberación de Macedonia, Kosovo y Serbia meridional, donde permaneció hasta la liberación de Belgrado en noviembre de 1944. 
Durante la guerra, en mayo de 1945, se produjo el hecho más controvertido de la vida de Vukmanović, ya que su hermano Luka, que era sacerdote de la Iglesia Ortodoxa Serbia, fue capturado por los partisanos en Eslovenia con un grupo de huidos entre los que se encontraba el Obispo Joanikije de Montenegro, y fusilados todos ellos acusados de colaborar con los chetniks. Según algunas informaciones, los captores preguntaron a Vukmanović lo que debían hacer con su hermano, a lo que éste respondió que "lo mismo que con todos los demás". El hijo de Luka, Čedomir, que sobrevivió a la matanza y fue criado por Svetozar, manifestó en varias ocasiones a la prensa que su tío no tuvo conocimiento de la captura de su padre hasta después del fusilamiento, y que jamás ordenó semejante acto, como mantuvo Tempo durante toda su vida. Čedomir afirmó que la orden de los fusilamientos provino del alto mando del partido, concretamente de Tito y Milovan Đilas.

## Carrera política
Después de la guerra, fue nombrado Viceministro de Defensa y jefe político del Ejército Popular Yugoslavo (JNA), cargo que ocupó hasta 1948. Fue promovido a varias cargos dentro del gobierno federal, incluyendo el de vicepresidente entre 1953 y 1958. Fue miembro del Comité Central del partido hasta 1968. Fue asimismo uno de los fundadores de la Sociedad Deportiva Partizan (partisanos), en 1945 junto a un grupo de jóvenes oficiales de alto rango del JNA, entre los que se encontraban Koča Popović y Ratko Vujović.
En 1970, tras algunos desencuentros con Tito, se retiró de la vida política y se dedicó a la literatura, escribiendo algunos libros sobre sus vivencias. Tempo murió el 6 de diciembre de 2000 en su casa de la costa en Reževići, al lado de Budva. Antes de su muerte, pidió expresamente ser enterrado junto a su hermano Luka en su pueblo natal de Podgora.

## Obra literaria
- „Privredni razvoj i socijalistička izgradnja (1948-1958)“ - izabrani govori i članci, (El desarrollo económico y la construcción socialista (1948-1958)) - selección de discursos y artículos. Belgrado, 1964.
- „Aktuelni problemi integracije“ (Problemas reales de integración). Beograd, 1965.
- „Kako i zašto je narodnooslobodilački pokret Grčke poražen“ (Cómo y por qué fue derrotado el movimiento de liberación nacional de Grecia). Belgrado, 1950.
- „Memoari - Revolucija koja teče 1-3“ (Memorias - Una revolución en marcha 1-3). Belgrado, 1971.
- „Borba za Balkan“ (La lucha por los Balcanes). Zagreb, 1981.
- „Memoari - Revolucija koja teče 4-7“ (Memorias - Una revolución en marcha 4-7). Belgrado, 1985.
- „Da li su četnici Draže Mihailovića fašistički ili antifašistički ili samo kolaboracionalistički pokret“ (Los chetniks de Draža Mihailović, movimiento fascista, antifascista o simplemente colaboracionista). Belgrado, 1990.
- „Pisma iz Reževića“ (Cartas desde Reževića). Belgrado, 1992